# 西甲良村
西甲良村（にしこうらむら）は滋賀県犬上郡にあった村。現在の甲良町の西部にあたる。

## 地理
- 河川：犬上川

## 歴史
- 1889年（明治22年）4月1日 - 町村制の施行により、尼子村・在士村・下之郷村・小川原村・呉竹村の区域をもって発足。
- 1955年（昭和30年）4月1日 - 東甲良村と合併して甲良町が発足。同日西甲良村廃止。

## 交通

### 鉄道路線
- 近江鉄道
  - 本線
    - 尼子駅

現在は旧村域を東海道新幹線が通過するが、当時は未開業。